# USA:s Grand Prix 1990
USA:s Grand Prix 1990 var det första av 16 lopp ingående i formel 1-VM 1990.

## Resultat
1. Ayrton Senna, McLaren-Honda, 9 poäng
2. Jean Alesi, Tyrrell-Ford, 6
3. Thierry Boutsen, Williams-Renault, 4
4. Nelson Piquet, Benetton-Ford, 3
5. Stefano Modena, Brabham-Judd, 2
6. Satoru Nakajima, Tyrrell-Ford, 1
7. Pierluigi Martini, Minardi-Ford
8. Eric Bernard, Larrousse (Lola-Lamborghini)
9. Riccardo Patrese, Williams-Renault
10. Michele Alboreto, Arrows-Ford
11. Alessandro Nannini, Benetton-Ford
12. Bernd Schneider, Arrows-Ford
13. Roberto Moreno, EuroBrun-Judd
14. Mauricio Gugelmin, Leyton House-Judd

### Förare som bröt loppet
- Paolo Barilla, Minardi-Ford (varv 54, kroppsligt)
- Aguri Suzuki, Larrousse (Lola-Lamborghini) (53, bromsar)
- Nigel Mansell, Ferrari (49, motor)
- Gerhard Berger, McLaren-Honda (44, koppling)
- Gregor Foitek, Brabham-Judd (39, olycka)
- Olivier Grouillard, Osella-Ford (39, kollision)
- Andrea de Cesaris, BMS Scuderia Italia (Dallara-Ford) (25, motor)
- Alain Prost, Ferrari (21, oljeläcka)
- Ivan Capelli, Leyton House-Judd (20, elsystem)
- Derek Warwick, Lotus-Lamborghini (6, växellåda)
- Nicola Larini, Ligier-Ford (4, gasspjäll)

### Förare som ej startade
- Martin Donnelly, Lotus-Lamborghini (0, växellåda)

### Förare som ej kvalificerade sig
- Philippe Alliot, Ligier-Ford
- Stefan "Lill-Lövis" Johansson, Onyx-Ford
- Gianni Morbidelli, BMS Scuderia Italia (Dallara-Ford)
- JJ Lehto, Onyx-Ford

### Förare som ej förkvalificerade sig
- Gabriele Tarquini, AGS-Ford
- Yannick Dalmas, AGS-Ford
- Claudio Langes, EuroBrun-Judd
- Gary Brabham, Life
- Bertrand Gachot, Coloni-Subaru